# Carl William Hansen
Carl William Hansen, (11 oktober 1872 - 3 augustus 1936), was een Deens vrĳmetselaar. Hij verwierf bekendheid in zowel die kring als die van het martinisme.

## Biografie
Hansen groeide op in een arm gezin. Na zĳn schooltĳd bouwde hĳ een carrière als boekhouder en amateurchemicus op. In 1898 werd hij door de Finse baron Alphonse Wallen, hoofd van de Deense afdeling van de orde van martinisten, in het martinisme geïnitieerd. Hansen zou zich in 1906 opwerken tot hoofd van de Deense afdeling en keeg de titel Suprême Délégué de l’Ordre.
Als vrijmetselaar was hij in 1917 diplomaat van de vrĳmetselaars namens Denemarken en behoorde hij in 1921 tot de ritus van Memphis-Misraïm. In 1923 richtte hĳ Sphinxen op, een orde van de martinisten, maar deze organisatie was na een jaar al weer verdwenen. Tevens startte Hansen de vrijmetselaarsloge Danske Stor-Orient af gamle og antagne frie Murere, gebaseerd op de werkwijze van Theodor Reuss. Omdat niet alle leden tevreden waren over deze werkwijze, werd de loge in 1929 omgevormd tot een reguliere vrijmetselaarsloge onder de naam Frimurerlauget. Voortaan volgde ze de rites van Grunddal Sjallung.
In 1930 keerde hĳ de vrĳmetselaarsorde de rug toe, nadat hĳ in opspraak was geraakt. Ook trok hij zich hierna terug uit zijn andee activiteiten in vrijmetselarij, maar bleef wel lid van organisaties als de Ordre Kabbalistique de la Rose Croix.
In de esoterie was hij tevens sinds 1921 lid van de Ordo Templi Orientis en de Hermetic Brotherhood of Light.
Hansen was een penvriend van de Zweedse schrijver August Strindberg. In 1927 omschreef hĳ zichzelf in een boek als chemicus.
Hansen overleed op 3 augustus 1936 aan een hartinfarct.

## Trivia
- Hansens wereldbeeld vormde de inspiratie voor de grondlegging van de Deense Neo-Luciferiaanse Kerk.[7]